# Sivry-Rance
Sivry-Rancelà một đô thị ở tỉnh Hainaut. Tại thời điểm ngày 1 tháng 1 năm 2006 Sivry-Rance có dân số 4.597 người. Tổng diện tích là 72,97 km² với mật độ dân số là 63 người trên mỗi km².